# باسيانو
باسيانو هي بلدة تقع في لومبارديا في مقاطعة ميلان في إيطاليا وبلغ عدد سكانها 3129 نسمة حسب إحصائيات عام 2004م.